# Дроновское сельское поселение
Дро́новское сельское поселение — муниципальное образование в восточной части Карачевского района Брянской области. Административный центр — посёлок Дунаевский.
Образовано в результате проведения муниципальной реформы в 2005 году, путём слияния дореформенного Дроновского сельсовета и части Первомайского сельсовета.
На территории Дроновского сельского поселения, у деревни Богатырево, расположена крайняя восточная точка Брянской области (35°19′42″ в. д.).

## Население
| 2010 | 2011  | 2012  | 2013  | 2014 | 2015 | 2016 |
| ---- | ----- | ----- | ----- | ---- | ---- | ---- |
| 1073 | ↘1071 | ↘1037 | ↘1022 | ↘988 | ↘975 | ↘961 |
| 2017 | 2018  | 2019  | 2020  | 2021 |      |      |
| ↘945 | ↘916  | ↘900  | ↘880  | ↘845 |      |      |

## Населённые пункты
| №  | Населённый пункт | Тип     | Население |
| -- | ---------------- | ------- | --------- |
| 1  | Дунаевский       | посёлок | ↘470      |
| 2  | Алымова          | село    | ↗188      |
| 3  | Амозовский       | посёлок | ↘18       |
| 4  | Бавыкина         | деревня | →2        |
| 5  | Бочарки          | село    | ↗21       |
| 6  | Дронова          | село    | ↘280      |
| 7  | Карповка         | деревня | ↘0        |
| 8  | Кочержинка       | деревня | ↘25       |
| 9  | Мариничи         | посёлок | →0        |
| 10 | Моисеева Гора    | посёлок | ↘0        |
| 11 | Печки            | деревня | →7        |
| 12 | Семёновка        | деревня | ↘6        |
| 13 | Яковлева         | деревня | ↘5        |

Законом Брянской области от 1 июля 2017 года № 47-З была упразднена деревня Богатырёво как фактически не существующая в связи с переселением жителей в другие населённые пункты.